# Tragikomiczne wypadki z życia Titusa
Tragikomiczne wypadki z życia Titusa (ang. Titus, 2000–2002) – amerykański serial komediowy stworzony przez Christophera Titusa, Jacka Kenny'ego i Briana Hargrove'a.
Jego światowa premiera odbyła się 20 marca 2000 roku na kanale Fox. Ostatni odcinek został wyemitowany 12 sierpnia 2002 roku. W Polsce serial nadawany był na kanale TV4.

## Obsada
- Christopher Titus jako Christopher Titus
- Cynthia Watros jako Erin Fitzpatrick
- Zack Ward jako Dave Titus
- Stacy Keach jako Ken Titus
- David Shatraw jako Tommy Shafter
- Rachel Roth jako Amy Fitzpatrick